# Bir Zeit
Bir Zeit (in arabo بيرزيت‎?, lett. "Pozzo dell'olio") è una città palestinese situata a circa 25 km a nord della città di Gerusalemme, alla periferia di Ramallah e vicino ad al-Bireh. È situata a 780 m sul il livello del mare; nelle vicinanze si trova a una montagna chiamata Jabal al-khirbe (in arabo جبل الخربة‎?, lett. "Monte dei ruderi"), alta 818 m.
La popolazione è di circa 6 000 abitanti al censimento del 2017.
La città è sede della Università di Bir Zeit.